# Sintuk (Pariaman Utara)
Sintuk is een bestuurslaag in het regentschap Pariaman van de provincie West-Sumatra, Indonesië. Sintuk telt 674 inwoners (volkstelling 2010).